# بدر الدين أبو غازي
بدر الدين محمود أبو غازي (14 مايو 1920 - 11 سبتمبر 1983) هو وزير الثقافة المصري في الفترة من نوفمبر 1970 إلى مايو 1971، أشرف على إصدار المسح الاجتماعي الشامل للمجتمع "1952 – 1980"، والذي أطلق عليه البعض «وصف مصر الثاني»، وكان ذلك آخر الأعمال المهمة التي قام بها أبو غازي.

## حياته الوظيفية
حصل أبو غازي على ليسانس الحقوق من جامعة القاهرة عام 1941، والتحق في العام ذاته بالعمل في مصلحة الضرائب حتى عام 1955، ثم نُقل مديرًا للمكتب الفني لشؤون الضرائب بوزارة المالية، ثم مديرًا لمكتب وزير المالية، فمديرًا لإدارة التشريع المالي بوزارة الخزانة عام 1961، ثم شغل منصب وكيل وزارة الخزانة للتشريع المالي والضريبي في الفترة بين عامي 1964 و1970، وفي نوفمبر 1970 اختير وزيرًا للثقافة، وظل في منصبه هذا حتى مايو 1971، ثم عمل بين عامي 1973 وً1977 مستشارا للمنظمة العربية للتربية والعلوم والثقافة، وتولى في الفترة ذاتها تحرير «مجلة الثقافة العربية» التي كانت تصدر عن المنظمة، وفي عام 1977 عمل أمينًا عاما مساعدًا لمجلس الوحدة الاقتصادية العربية، ثم أمينًا عامًا بالإنابة بين عامي 1979 و1981.

## عضويته بالهيئات والمجالس السياسية والثقافية والفنية
كان أبو غازي عضوًا بالمجلس الأعلى للثقافة وعضوا بلجنة الفنون التشكيلية بالمجلس الأعلى لرعاية الفنون والآداب والعلوم الاجتماعية، وعضوًا بمجمع اللغة العربية بالقاهرة وعضوا للجنة الفرعية لشؤون الدعوة والفكر بالاتحاد الاشتراكي عام 1972، وعضوًا بالمجلس القومي للثقافة وعضوًا بالشعبة القومية المصرية في المركز القومي للمسرح، كما تولى منذ أوائل السبعينيات رئاسة مجلس إدارة جمعية محبي الفنون، ورأس مجلس إدارة نقابة الفنون التشكيلية في مصر عام 1977، وكان نائبا لرئيس مجلس إدارة الجمعية العلمية للآثار بين عامي 1978 و1983، وكان عضوًا بمجلس إدارة الجمعية المصرية للدراسات التاريخية منذ عام 1979 وحتى وفاته، ومقررًا لشعبة الفنون بالمجلس الأعلى للصحافة 1983. كما كان عضوًا بالجمعية المصرية للاقتصاد السياسي والتشريع والإحصاء.

### في مجمع اللغة العربية
بدأ أبو غازي عمله كوزير للثقافة بزيارة مجمع اللغة العربية، ولم يكن للمجمع مقر ثابت منذ إنشائه، فقرر أبو غازي منح المجمع مقره الحالي في المنزل رقم 15 من شارع المعهد السويسري سابقًا (شارع عزيز أباظة الآن)، وكان مقرا لقسم كبير من أقسام وزارة الثقافة، وقد منح المجمع عضويته لأبي غازي عام 1974، وصار يشارك في أعمال لجنة التاريخ ولجنة الاقتصاد ولجنة ألفاظ الحضارة.

## من مؤلفاته
- مختار: حياته وفنه (القاهرة، مايو 1949)
- مختار ونهضة مصر (بالفرنسية بالاشتراك مع جبرائيل بقطر،[4] باريس، أكتوبر 1949): نال الكتاب جائزة مصر – فرنسا عام 1950.
- خمسة فنانين معاصرين
- من محيط الفنون (دراسات عن فنون القرن السادس والسابع والثامن عشر، وفنون مصر في النصف الأول من القرن العشرين)
- ألفية القاهرة (دراسة خاصة بتاريخ الفنون التشكيلية في القاهرة خلال ألف عام)
- محمود سعيد (1960)
- المثال مختار (1964): صدر أيضًا بالإنجليزية بتكليف من اليونسكو.
- الفن في عالمنا (دار المعارف، القاهرة، 1973)[4]
- جيل من الرواد (1975): عن رواد الفن المصري المعاصر في التصوير والنحت.
- يوسف كامل (1978)
- رمسيس يونان: الفنان والناقد (1980)
- راغب عياد (1984)
- فصول في الفنون التشكيلية (1985، صدر بعد وفاته)
- الفنون والآداب (المسح الاجتماعي 1952 – 1980)

## التدريس بالجامعات
قام بالتدريس في جامعة حلوان واختير عضوًا بمجلس إدارتها، وعضوا بمجلس كلية الآداب بجامعة المنيا، وقام بالتدريس في كليتي الإعلام والحقوق بجامعة القاهرة.

## المسح الاجتماعي الشامل للمجتمع
كان المسح الاجتماعي الشامل للمجتمع "1952 – 1980" ـ الذي أطلق عليه البعض «وصف مصر الثاني» ـ آخر الأعمال المهمة التي شارك فيها أبو غازي. اضطلع بذلك العمل الكبير «المركز القومي للبحوث الاجتماعية والجنائية» تحت إشراف الدكتور محمد صبحي عبد الحكيم ثم الدكتور أحمد خليفة.
اختير لرئاسة اللجان المتخصصة التي أعدت هذه الدراسات علماء، كل في المجال الذي اشتهر فيه، فاختير بدر الدين أبو غازي – وزير الثقافة الأسبق ـ رئيسًا للجنة الفنون والآداب، وكان معه في اللجنة كل من أحمد حمدي محمود وسمير فريد والدكتور سعد البحراوي والدكتور صبري حافظ والدكتور ضياء أبو غازي وعلي أبو شادي وفرج العنتري وفؤاد دوارة ولمعي المطيعي.
غطى هذا المسح 14 محورًا هي:
1. الفنون والآداب
2. الإعلام
3. العدالة
4. الأمن
5. الصحة
6. التعليم
7. الخدمات
8. الإسكان
9. المواصلات
10. البناء الاقتصادي
11. البناء السياسي
12. التدرج الاجتماعي
13. الأسرة
14. السكان.

وصدرت كل دراسة من الدراسات الخاصة بكل محور في كتاب مستقل، وإلى جانب هذه الكتب المستقلة صدر مجلد يضم ملخصات لهذه الدراسات كمؤشرات عامة من هذه المحاور المختلفة.

## أسرته
كان خاله هو المثّال محمود مختار، الذي أصدر أبو غازي كتابًا عنه بالفرنسية عام 1949 عنوانه «مختار ونهضة مصر»، نال به جائزة «مصر فرنسا»، كما أصدر كتابًا ضخمًا عنه عام 1964.
شغل ابنه عماد أبو غازي (ولد عام 1955) منصب وزير الثقافة في وزارة الدكتور عصام شرف.

## الجوائز والتكريم
- جائزة مصر فرنسا عن كتابه «مختار ونهضة مصر» (1960)[2]
- جائزة النقد الفني من وزارة الثقافة (1977)[2]
- جائزة الدولة التقديرية (1978)[5]
- وسام الجمهورية من الطبقة الأولى (1979)[2]

أطلق اسمه بعد وفاته على قاعة إخناتون تقديرا لدوره في مجال الفنون التشكيلية.

## وفاته
توفي بدر الدين أبو غازي في 11 سبتمبر 1983، أثناء علاجه بمدينة بوسطن الأمريكية، عن عمر يناهز 63 عامًا.